# З днем народження, Лоло!
«З днем наро́дження, Ло́ло!» (рос. С днём рождения, Лола!) — російський художній фільм, комедія.

## Сюжет
Лола молода і красива, захоплюється індонезійським театром тіней, розводить акваріумних рибок і нітрохи не нудьгує. Вона готується до дня народження. Пам'ятаючи про обіцяний сюрприз, вона впускає до себе в квартиру незнайомців з квітами і тортом.
Кілери при цьому виявляються незвичайними. По телевізору весь час йдуть кадри Америки 60-х років про візит президента Кеннеді. Вони обговорюють питання про вбивство президента. Виникає атмосфера Америки 1963 р., в яку в ході сну потрапляє Лола.

## У ролях
- Катерина Гусєва — Лола
- Володимир Симонов — Бом
- Сергій Астахов — Бім
- Сергій Греков
- Роман Фокін